# Distretto di Touggourt
Il distretto di Touggourt è un distretto della provincia di Touggourt, in Algeria.

## Geografia antropica
Il distretto nel 2021 è passato dalla provincia di Ouargla, a quella di Touggourt.

### Comuni
Il distretto di Touggourt comprende 4 comuni:
- Touggourt
- Nezla
- Tebesbest
- Zaouia El Abidia